# Богатырёв, Иван Петрович
Иван Петрович Богатырёв (10 апреля 1925 — 28 февраля 2022) — советский передовик производства, начальник Омского территориального объединения автомобильного транспорта Министерства автомобильного транспорта РСФСР. Герой Социалистического Труда (1986).

## Биография
Родился 10 апреля 1925 года в селе Петропавловское Муромцевского района Омской области.
В период Великой Отечественной войны после окончания средней школы начал свою трудовую деятельность в должности инспектора в местном филиале Государственного банка. С 1943 года призван в ряды Рабоче-крестьянской Красной армии и должен был отправиться на фронт, но из-за полученной травмы в детстве был демобилизован, продолжил работать в тылу.
С 1949 года после окончания Омского автомобильно-дорожного института начал работать в должности — главного инженера Томской автомобильной базы. С 1954 по 1961 год работал в должностях главного инженера и директора Омского авторемонтного завода. С 1961 по 1962 год работал секретарём Куйбышевского районного комитета партии города Омска.
С 1962 по 1963 год работал главным инженером, а с 1963 по 1992 год, в течение почти тридцати лет — начальником Омского управления автомобильного транспорта. Под руководством И. П. Богатырёва и при его непосредственном участии была создана одна из лучших в области производственно-технических баз автомобильного транспорта, были построены ведомственные профессионально-технические училища и автошкола по подготовке кадров, станция техобслуживания, автостанции и автовокзалы, пункты здравоохранения на предприятиях города, профилакторий и оздоровительные комплексы для нужд работников автомобильной отрасли Омска, а также жилищный фонд для заселения автомобилистов. В 1966 и в 1971 году Указом Президиума Верховного Совета СССР за выдающиеся достижения в труде И. П. Богатырёв был дважды награждён Орденом Трудового Красного Знамени, а также в 1976 и в 1981 годах орденами «Знак Почёта» и Октябрьской Революции.
14 августа 1986 года Указом Президиума Верховного Совета СССР «за досрочное выполнение заданий одиннадцатой пятилетки и социалистических обязательств по перевозкам народнохозяйственных грузов и пассажиров, достижение высокой производительности труда и проявленную трудовую доблесть» Иван Петрович Богатырёв был удостоен звания Героя Социалистического Труда с вручением Ордена Ленина и золотой медали «Серп и Молот».
С 1992 года после выхода на заслуженный отдых жил в городе Омске.
Скончался 28 февраля 2022 года.

## Награды
- Медаль «Серп и Молот» (14.08.1986)
- Орден Ленина (14.08.1986)
- Орден Октябрьской Революции (02.04.1981)
- Орден Трудового Красного Знамени (05.10.1966, 04.05.1971)
- Орден «Знак Почёта» (04.03.1976)

## Память
- В Омске на стене здания «Омскоблавтотранса» И. П. Богатырёву была установлена мемориальная доска.
- Имя И. П. Богатырёва было увековечено на памятнике героям-автомобилистам в Москве.